# 小川たける
小川 たける (おがわ たける、1988年2月3日 - ) は島根県松江市出身の日本の歌手。ジャンルは演歌・歌謡曲。血液型O型。星座はみずがめ座。自身で作詞作曲も行う。
大学在学中は西洋美術史を専攻しており、世界史検定2級を取得している。趣味は美術館めぐり、映画鑑賞、読書。日本舞踊をしており、流派は花柳流。好きな作家は浅田次郎。

## 来歴
- 開星高等学校普通科卒業。
- 青山学院大学文学部卒業。
- 2014年4月23日、日本クラウンより「涙あそび」でデビュー。
- 2014年、島根県のふるさと親善大使「遣島使」に任命される。
- 2015年、地元松江市の観光大使に任命される。
- 2018年より株式会社コダマサイエンスのテレビ・ラジオCMに出演。
- 2023年、鳥取県鳥取市浜村温泉を舞台にした映画『幻影～浜村天使殺人事件～』主演。
- 2024年、鳥取県鳥取市の浜村温泉湯けむり観光大使第に任命される

## ディスコグラフィー
|     | 発売日        | タイトル                                             | オリコン 最高順位 |
| --- | ------------- | ---------------------------------------------------- | ----------------- |
| 1st | 2014年4月23日 | 涙あそび c/wふたりの城下町                           | -                 |
| 2nd | 2016年6月3日  | もういちど愛を c/w笑顔に戻るまでのピエロ             | -                 |
| 3rd | 2016年12月9日 | 中野ダンシング c/wもういちど愛を                     | -                 |
| 4th | 2018年8月22日 | 忘れたころに・・・ c/w港のおんな、あなたにありがとう | -                 |
| 5th | 2023年9月20日 | 陽炎～KAGEROW～ c/w神戸恋みなと、ふるさとのきみへ    | 30位              |
| 6th | 2024年8月21日 | 夢の破片 c/w蓮華草、古い街の小さな恋                 | 27位              |
| 7th | 2025年8月20日 | さつまの花魁 c/wオリソグン～愚か者～、路地裏         | -                 |